# Süderoog (Schiff)
Die Süderoog war ein Vermessungs-, Wracksuch- und Forschungsschiff des Deutschen Hydrographischen Instituts (DHI) in Hamburg.

## Beschreibung
Das Schiff wurde unter der Baunummer 824  auf der Hamburger Norderwerft Köser & Meyer gebaut. Das nach der nordfriesischen Hallig Süderoog benannte Schiff lief am 29. September 1956 vom Stapel und wurde am 19. Dezember 1956 abgeliefert und in Dienst gestellt.
Einsatzgebiet des Schiffes waren die Nord- und Ostsee. Für die Arbeit in flachen Gewässern wurden zwei Barkassen mitgeführt. Das Schiff, das 1989 außer Dienst gestellt wurde, war u. a. mit Echolot und Wracksuchgerät ausgerüstet. An Bord konnten 17 Personen untergebracht werden.
Das Schiff wurde von zwei Viertakt-Sechszylinder-Dieselmotoren des Herstellers MWM mit jeweils 310 PS Leistung angetrieben, die auf zwei Propeller wirkten. Es erreichte eine Geschwindigkeit von 12 kn. Der Rumpf des Schiffes war eisverstärkt.

## Verbleib des Schiffes
Das Schiff wurde nach der Außerdienststellung verkauft und zu einer Yacht für zwölf Passagiere umgebaut. Es wurde als Indian Ocean Explorer unter der Flagge der Seychellen für Fahrten durch die Inselwelt der Seychellen und als Plattform für Tauchausflüge genutzt. Um Ende März/Anfang April 2009 wurde das Schiff von Piraten entführt. An Bord befand sich zu dieser Zeit nur die aus sieben Personen bestehende Besatzung. Die Piraten forderten 1 Mio. US-Dollar für die Freilassung von Schiff und Besatzung. Bezahlt wurden im Juni 2009 schließlich 450.000 US-Dollar. Die Piraten gaben daraufhin die Besatzung frei, setzten das Schiff aber in Brand.